# 地质年代学

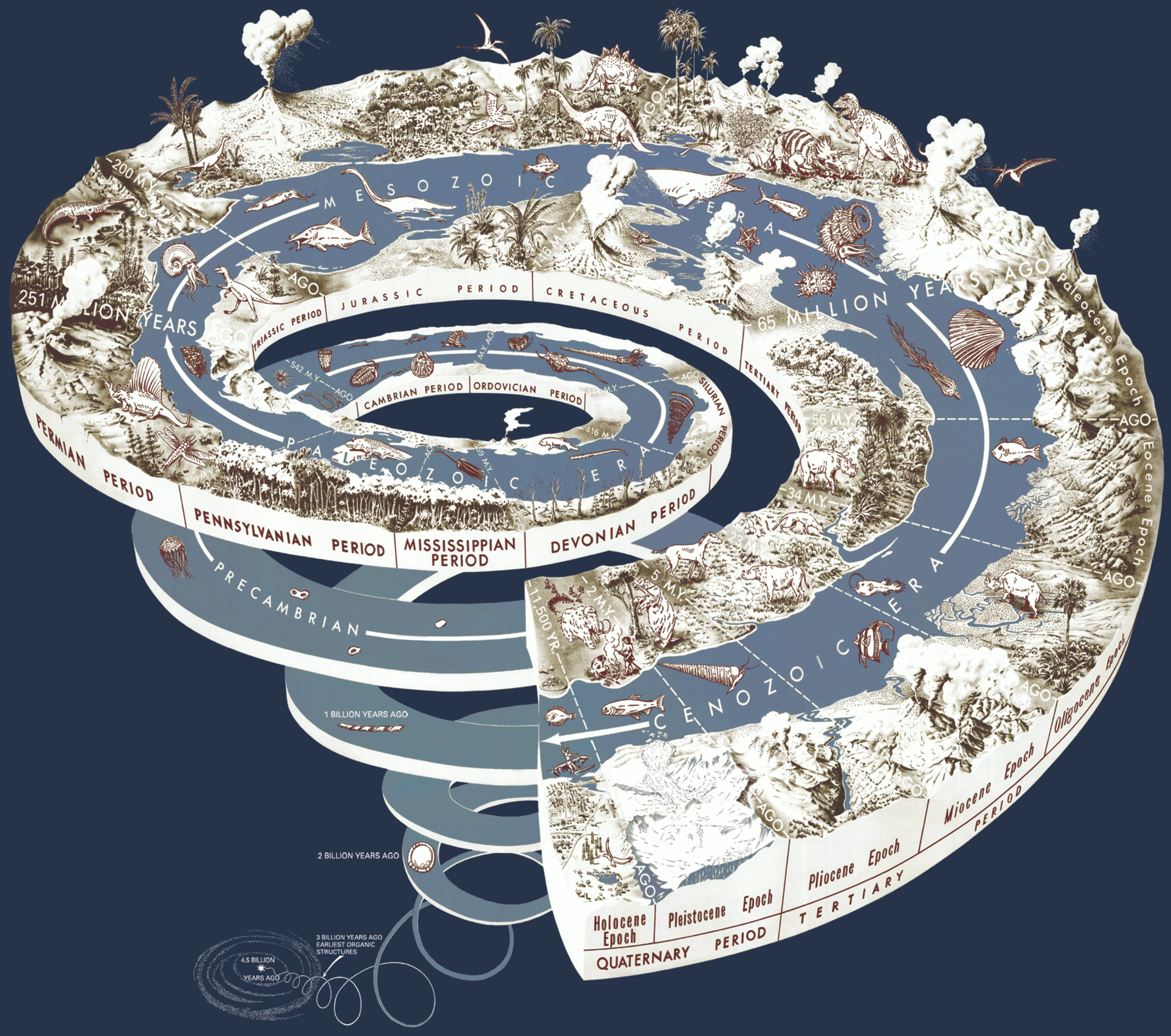
地球历史上的重大事件。

地质年代学（英語：Geochronology）是利用岩石本身固有的特徵，确定岩石、化石和沉積物存在年代的科学。绝对地质年代学测定可通过测定放射性同位素进行，而相对地质年代学则可使用古地磁学和穩定同位素比等方法。通过结合不同地质年代（以及生物地层学）的线索，可以增進岩石定年的精確度。

## 定年法
- 放射性定年法
- 黑曜石水合定年法（英语：Obsidian hydration dating）